# Revolução Constitucional Persa
A Revolução Constitucional Persa ou Revolução Constitucional Iraniana (em persa: مشروطيت, transliteração: Mashrutiyyat ou Enghelab e Mashruteh) (também conhecida como a Revolução Constitucionalista do Irã) ocorreu entre 1905 e 1911. A revolução levou ao estabelecimento de um parlamento na Pérsia (atual Irã).
A Revolução Constitucional Persa foi o primeiro evento do gênero na Ásia. A revolução abriu o caminho para uma mudança cataclísmica na Pérsia, anunciando a era moderna. Ela viu um período de debate sem precedentes em uma imprensa em expansão. A revolução criou novas oportunidades e abriu possibilidades aparentemente ilimitadas para o futuro da Pérsia. Muitos grupos diferentes lutaram para moldar o curso da revolução, e todos os segmentos da sociedade acabaram sendo, de alguma forma alterados por ela. A velha ordem, que Naceradim Xá Cajar havia lutado por tanto tempo para sustentar, finalmente morreu, para ser substituída por novas instituições, novas formas de expressão, e uma nova ordem social e política.
O sistema de monarquia constitucional criado pelo decreto de Mozafaradim Xá Cajar, que foi estabelecido na Pérsia como resultado da revolução, chegou ao fim em 1925 com a dissolução da dinastia Cajar e a ascensão de Reza Xá Pahlavi ao trono.
O movimento não terminou com a revolução, mas foi seguido pelo Movimento Constitucionalista de Guilão.

## História

### Contexto
A fraqueza e extravagância continuaram durante o breve reinado de Mozafaradim Xá Cajar (1896-1907). Muitas vezes ele confiou em seu Chanceler para gerenciar o seu estado descentralizado. A sua terrível situação financeira o levou a assinar muitas concessões às potências estrangeiras, em uma crescente lista de itens que variavam desde o comércio de armas ao tabaco. As classes nobres estabelecidas, as autoridades religiosas e a elite educada, começaram a exigir um freio à autoridade real e o estabelecimento do Estado de Direito, enquanto a sua preocupação com estrangeiros e, especialmente, a influência russa cresceram.
Mozafaradim também havia retirado diversos grandes empréstimos provenientes da Rússia e Grã-Bretanha para pagar por seu estilo de vida extravagante e os custos do governo central. Em 1900, o xá financiou uma visita da realeza europeia por meio de empréstimos de 22 milhões de rublos da Rússia. As receitas aduaneiras iranianas serviram como garantia.